# Christian Rauth
Pour les articles homonymes, voir Roth.
Christian Rauth (de son vrai nom Christian Roth), né à Paris le 9 mai 1950, est un acteur et scénariste français. Il est également auteur de théâtre et de roman.

## Biographie
C'est au théâtre qu'il débute en tant qu'acteur mais aussi en tant que metteur en scène. Il crée d'ailleurs sa compagnie de théâtre en 1976. Il coécrit également des pièces de théâtre avec Pierre Pelot.
Au cinéma, on retiendra notamment Omnibus, primé à Cannes en 1992 et aux Oscars en 1993, et dont il est le coauteur du scénario avec Sam Karmann.
Mais c'est surtout grâce à la télévision qu'il est connu. C'est en effet en 1989 qu'il devient René Auquelin, l'un des mulets de Navarro, aux côtés de Roger Hanin, Sam Karmann ou encore Daniel Rialet. Jusqu'à la mort de ce dernier en 2006, Rauth et Rialet multiplient les collaborations. Les deux amis créent la série Les Monos pour France 2, en 1999. Christian Rauth y interprète le rôle de Manu, un éducateur ; il en est également le scénariste. En 2002, il abandonne la série pour en écrire et créer une nouvelle sur TF1, toujours aux côtés de Daniel Rialet : Père et Maire. Rauth y interprète le rôle du maire, Hugo Boski.
Avec son ex-femme Marie-Line Lemieux, il a eu cinq enfants : l’actrice Julie-Anne Roth, Antonin Roth (décédé en mars 2008), Héloïse Rauth chanteuse, Thomas Roth et Justine Roth.

## Engagement
Christian Rauth est parrain du Secours populaire français  notamment lors des campagnes Don'actions.
Il est également membre du comité d'honneur de l'Association pour le droit de mourir dans la dignité (ADMD).

## Filmographie

### Acteur

#### Longs métrages
- 1959 : Maigret et l'Affaire Saint-Fiacre de Jean Delannoy (L'enfant de choeur)

- 1980 : L'Œil du maître (film) de Stéphane Kurc
- 1984 : Rue barbare de Gilles Béhat
- 1985 : Urgence de Gilles Béhat : Max
- 1987 : Charlie Dingo de Gilles Béhat : Fruits et Légumes
- 1987 : Iréna et les ombres d'Alain Robak : Maurice/Faux Maurice
- 1990 : Bienvenue à bord ! de Jean-Louis Leconte : L'inspecteur
- 1991 : Aujourd'hui peut-être... de Jean-Louis Bertuccelli : Renaud
- 1992 : Omnibus de Sam Karmann, court-métrage
- 1996 : Les Caprices d'un fleuve de Bernard Giraudeau : Capitaine français
- 1998 : Tout le monde descend de Laurent Bachet : Michel, le conducteur du bus
- 2014 : My Old Lady d'Israel Horovitz : Dealer

#### Télévision

##### Séries télévisées
- 1980 : Les Amours des années folles, épisode La châtaigneraie réalisé par Marion Sarraut : Maurice
- 1980 : Les Mystères de Paris d'André Michel
- 1982 : Les Amours des années grises, épisode Histoire d'un bonheur  réalisé par Marion Sarraut : Tony
- 1985 : Les Cinq Dernières Minutes, épisode Crime sur Megahertz réalisé par Joannick Desclers
- 1987 : Série noire, épisode Le Cimetière des durs réalisé par Yvan Butler : Michel
- 1988 : Le Vent des moissons de Jean Sagols : un coureur automobile en convalescence à Florimont
- 1988 : Série noire, épisode Le manteau de Saint Martin réalisé par Gilles Béhat : Lafleur
- 1988 : Les Enquêtes du commissaire Maigret, série télévisée, de Michel Subiela épisode Le Témoignage de l'enfant de chœur : l'inspecteur Thiberge
- 1989 : L'Agence de Jean Sagols
- 1989-2006 : Navarro, créée par Pierre Grimblat et Tito Topin : l'inspecteur René Auquelin
- 1991 : La Florentine de Marion Sarraut : Philippe de Commynes
- 1996 : Les Cordier, juge et flic, épisode Le petit juge réalisé par Gilles Béhat : Grimault
- 1997 : La Vocation d'Adrienne de Joël Santoni : Michel
- 1997 : La Belle vie de Gérard Marx : Gaspard, le frère de Jean Yanne
- 1999 - 2003 : Les Monos : Manu (+ scénario et production)
- 2001 : Joséphine, ange gardien, épisode La Tête dans les étoiles réalisé par Denis Malleval : Charles Brunet
- 2002 - 2009 : Père et Maire : le maire Hugo Boski (+ scénario)
- 2011 : Camping Paradis, épisode Roméo et Juliette au camping réalisé par François Guérin : Gabriel Alvarez
- 2011 : Commissaire Magellan, épisode Pur sang réalisé par Claire de la Rochefoucauld : Gabriel Laville
- 2013: Joséphine, ange gardien, épisode De père en fille réalisé par Jean-Marc Seban : Victor
- 2014 : Cherif, épisode Pressions réalisé par Julien Zidi : Paul Achard
- 2014-2016 : Origines : le commissaire René Stavros
- 2016 : Mongeville, épisode Faute de goût réalisé par Stéphane Malhuret : Pierre Lelandais
- 2017 : Nina, épisode Love Song réalisé par Emmanuelle Dubergey : Jean Paget
- 2018 : Caïn, épisode La Pêche Miraculeuse réalisé par Jason Rophé : Marius Pardon
- 2019-2023 : Prière d'enquêter de Laurence Katrian : Mathias
- 2022-2024 : Les Pennac(s) de Nicolas Picard-Dreyfuss : Hannibal Pennac
- 2023 : Piste noire (mini-série) : Denis Monfort

##### Téléfilms
- 1984 : Raison perdue de Michel Favart : un médecin
- 1985 : Crime sur Megahertz de Johannic Desclercs
- 1992 : Fou de foot de Dominique Baron : Jean Pelletier
- 1993 : Pepita de Dominique Baron : Amédée
- 1995 : Pour une vie ou deux de Marc Angelo : le patron de Mila
- 1996 : Je m'appelle Régine de Pierre Aknine: Vinaucour
- 1997 : Les Lauriers sont coupés de Michel Sibra : prof d'Anglais
- 2004 : Les copains d'abord de Joël Santoni : Gaspard
- 2010 : Monsieur Julien de Patrick Volson : Monsieur Julien
- 2011 : La Vie en miettes de Denis Malleval : Maître Farelli
- 2017 : Le poids des mensonges de Serge Meynard : Philippe Berger
- 2020 : L'Archer noir de Christian Guérinel : Michel Giraud

### Scénariste
- 1992 : Omnibus de Sam Karmann, court métrage
- 1996-2001 : Les Monos, série télévisée, 4 épisodes
- 2002-2009 : Père et maire, série télévisée, 21 épisodes
- 2012 : Frère et Sœur de Denis Malleval, téléfilm

## Théâtre

### Comédien
- 1974 : Les Miracles d’Antoine Vitez d'après Les Évangiles, particulièrement l'Évangile selon saint Jean, Théâtre national de Chaillot
- 1976 : La Surface de réparation de Raymond Dutherque, mise en scène Olivier Granier et Christian Rauth, Festival d'Avignon, Théâtre de la Gaîté-Montparnasse, tournée
- 1980 : Utopopolis de Claude Prey, mise en scène Mireille Larroche, La Péniche-Théâtre, tournée
- 1980 : Ivres pour vivre de Jean Barbeau, mise en scène Mireille Larroche, La Cour des Miracles, tournée
- 1985 : Jardin sous la pluie d'Alain Laurent, mise en scène Théo Jehanne, Petit Odéon
- 1991 : Les caïmans sont des gens comme les autres, de Christian Rauth et Pierre Pelot, mise en scène Jean-Christian Grinevald, Théâtre de la Main d'or

### Metteur en scène
- 1976 : La Surface de Réparation de Raymond Dutherque, mise en scène Olivier Granier, Festival d'Avignon, Théâtre de la Gaîté-Montparnasse, tournée
- 1978 : Contumax de Dorian Paquin, mise en scène avec Chantal Granier, Théâtre du Chapeau Rouge Festival d'Avignon Off
- 1979 : Vous ne trouvez pas que ça sent la guerre ? de Noël Simsolo et Paul Vecchiali, Festival d'Avignon
- 1987 : Coup de crayon de Didier Wolff, Théâtre de Poche Montparnasse
- 1988 : Baby boom d'après Jean Vautrin avec Anémone

### Auteur
- 1991 : Les caïmans sont des gens comme les autres, écrit avec Pierre Pelot, mise en scène Jean-Christian Grinevald, Théâtre de la Main d'or

## Publications
- 1999 : Le Brie ne fait pas le moine, Éd. Baleine (dans la série Le Poulpe)
- 2004 : Crime pour L'Humanité dans 36 nouvelles noires (éd.Hors Commerce)
- 2010 : Fin de Série, Éd. Michel Lafon
- 2019 : La petite mort de Virgil, De Boree Eds, coll. Marge Noire

## Distinctions

### Récompenses
- Omnibus :
  - Festival de Cannes 1992 : Palme d'or du court métrage
  - BAFTA 1993 : British Academy Film Award du meilleur court métrage
  - Oscars 1993 : Oscar du meilleur court métrage en prises de vues réelles